# قلعه داوودآباد
قلعه داوود آباد مربوط به دوره صفوی - دوره قاجار است و در شهرستان انار، شهر امین شهر، قسمت جنوب شرق محلی شهر یعنی داوود آباد، یک کیلومتری داوود آباد واقع شده که در تاریخ ۷ اسفند ۱۳۸۶ با شمارهٔ ثبت ۲۱۴۸۳ به‌عنوان یکی از آثار ملی ایران به ثبت رسیده‌است.
قلعه داوود آباد که بیش از سه هزار مترمربع مساحت و چهار برج با ارتفاع ۹ متر دارد، هر روز هنگام آبیاری باغ پسته به پای آن آب ریخته می‌شود. این آبیاری مداوم باعث شده که روز به روز این بنا به ویرانی کامل نزدیک تر شود. قرار گرفتن این قلعه در معرض مستقیم و گسترده آب، باعث ایجاد شکاف در دیوارهای آن و رویش درختچه‌های کوچک در زیر دیوارها شده‌است. قلعه داوودآباد که احتمالاً کاربرد نظامی داشته، دارای ورودی دو طبقه بوده و بخشی از ساختمان‌های داخل آن بر اثر سیل از بین رفته‌است. کشاورزان محلی نیز بخشی از بقایای خاک ساختمان‌های گلی داخل قلعه را برای استفاده در زمین‌های پسته از قلعه خارج کرده‌اند. مشاهدات همچنین حاکی از آن است که قلعه داوودآباد امین شهر بر اثر گذشت زمان، عوامل جوی، فرسایش و عدم رسیدگی، آسیب زیادی دیده‌است. به گفته کارشناسان میراث فرهنگی، قسمت‌های داخلی، برج شمال غربی و پوشش ورودی از جمله قسمت‌های آسیب دیده این بنا است. بخش‌های دیگر این قلعه نیز دارای وضعیت نگران کننده‌ای عنوان شده‌است. قلعه داوودآباد نیز یکی از بناهای به جا مانده از تاریخ شهر انار است که کارشناسان میراث فرهنگی بارها و بارها بر اهمیت آن تأکید کرده‌اند. با این وجود تا کنون هیچ گونه نظارتی روی این اثر تاریخی از سوی سازمان میراث فرهنگی و گردشگری انجام نشده‌است. بناهای شهرانار این روزها وضعیت مناسبی ندارند و از این شهر مرتب خبرهای تخریب و نبود نظارت کافی بر بناها و آثار تاریخی این شهر کهن به گوش می‌رسد.

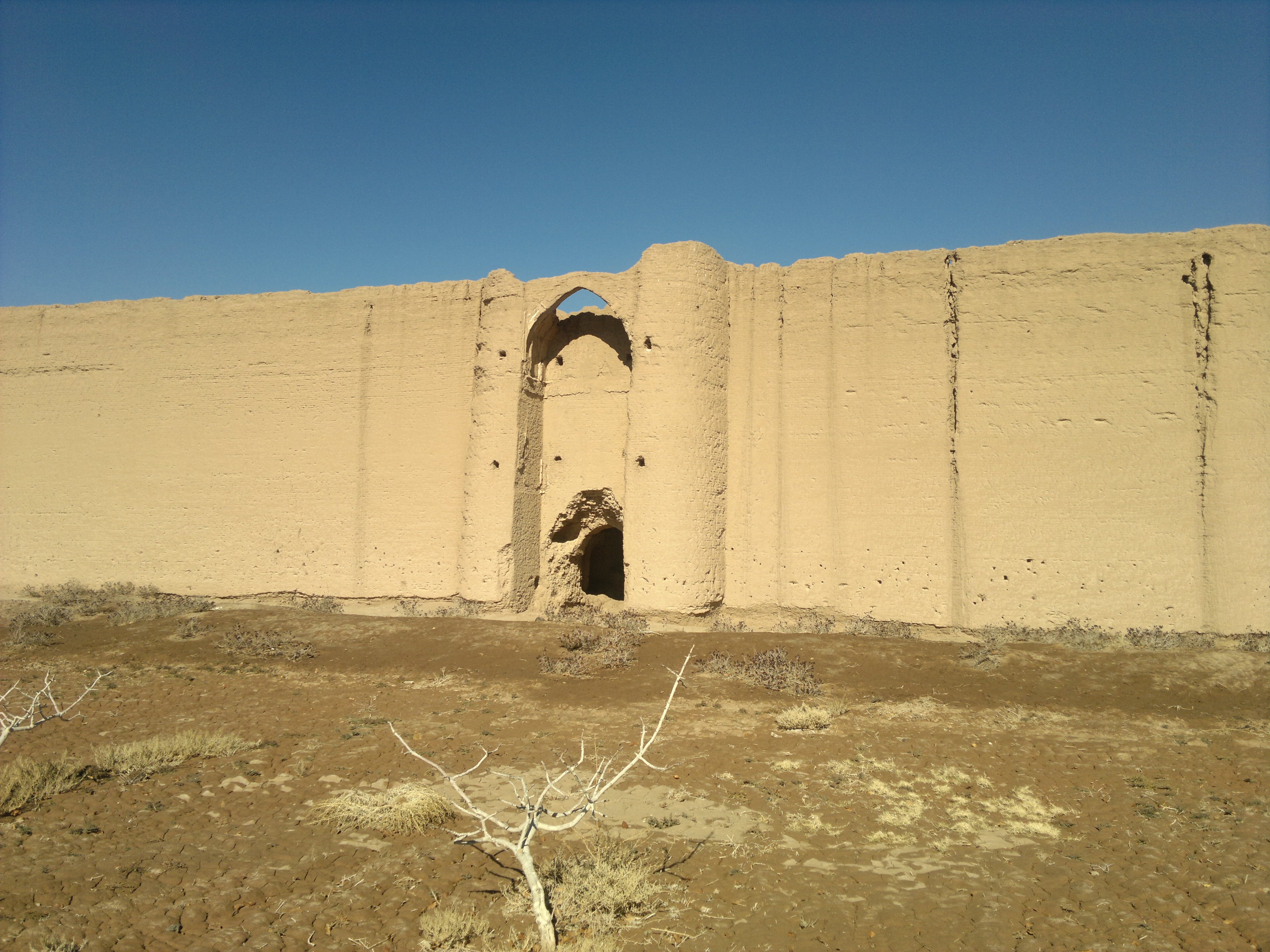
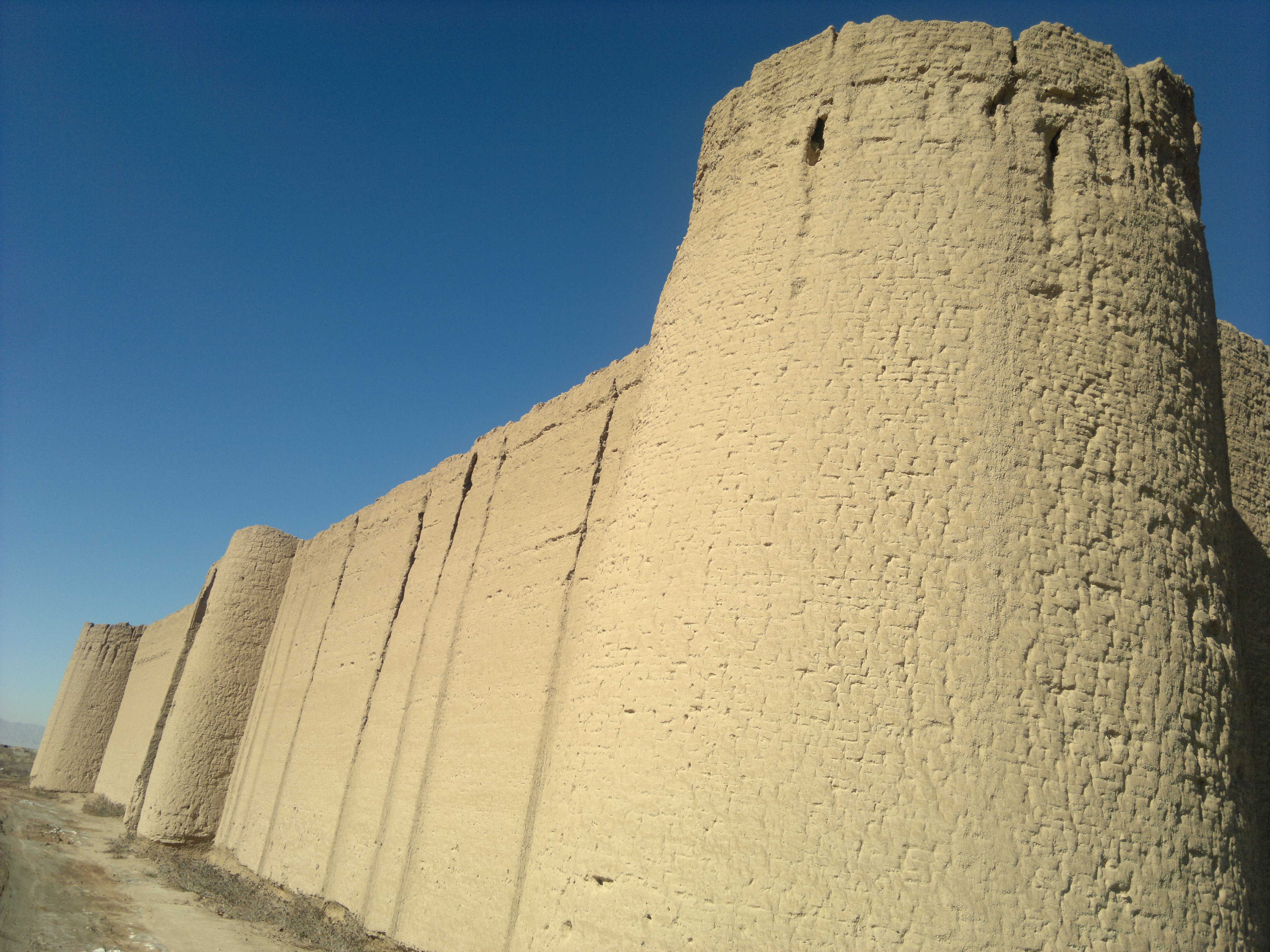